# Combe Laval
La combe Laval (aussi orthographié Combe-Laval) est une reculée du massif du Vercors située dans le département français de la Drôme, en région Auvergne-Rhône-Alpes.

## Géographie

### Situation

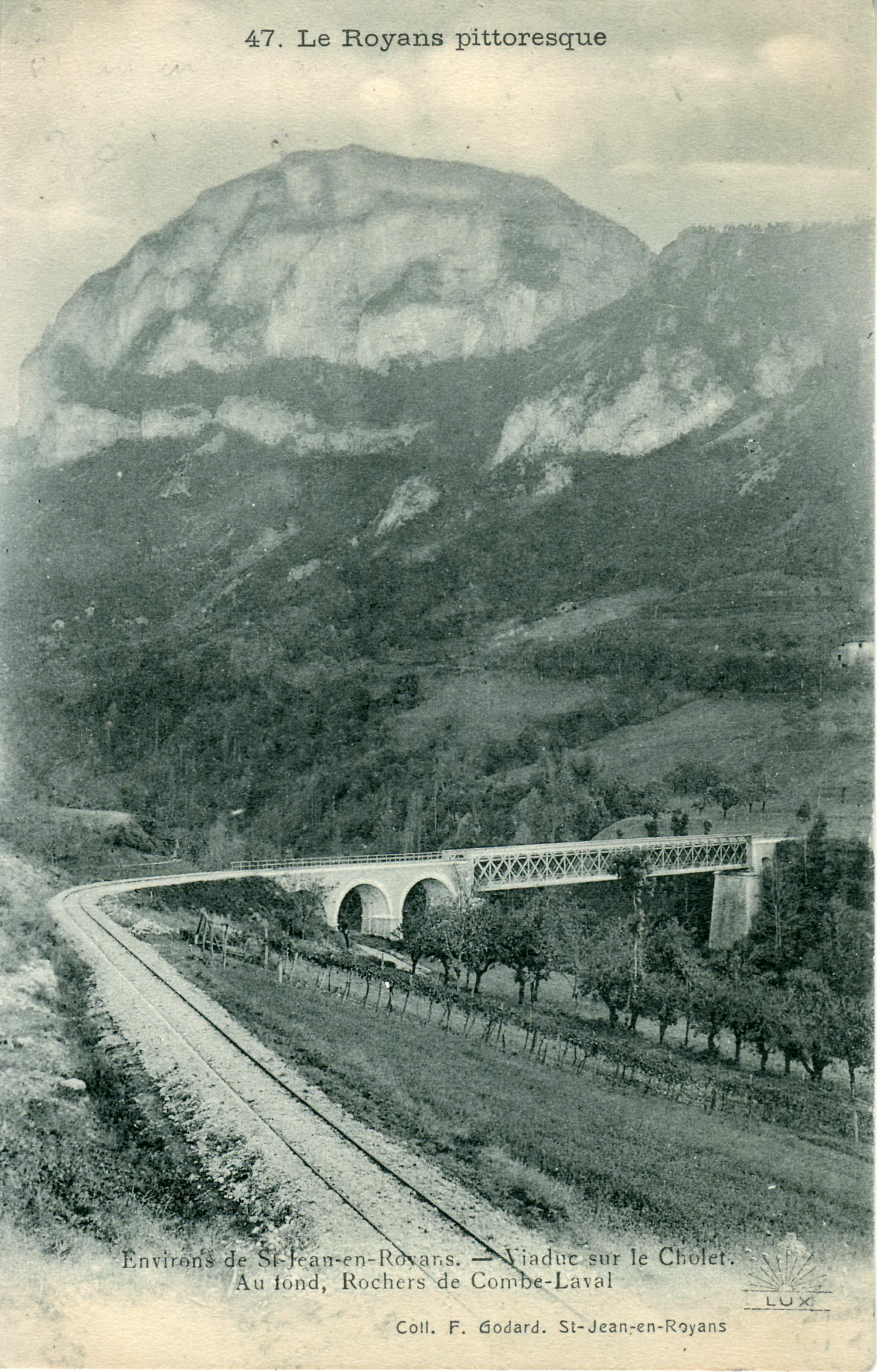
La combe Laval et le Cholet, au début du XX.

La combe Laval est située sur le territoire des communes de Saint-Jean-en-Royans (1,5 km à l'ouest) et de Saint-Laurent-en-Royans (au débouché de la reculée), dans l'est du département de la Drôme. Positionnée dans l'ouest du massif du Vercors, la reculée est longue de plus de 4 km sur un axe d'abord SSO-NNE, puis NO-SE, pour largeur de 1,5 km et une profondeur maximale de plus de 600 m. Elle est dominée de plus de 400 m à 1 km à l'est par la montagne de l'Arp et de plus de 100 m à l'ouest par les sommets de la montagne de l'Écharasson. Au fond de la vallée serpente le ruisseau du Cholet qui prend sa source dans le fond de la reculée.

### Géologie
Les versants de la reculée sont principalement recouverts d'éboulis récents et de calcaires datant du Crétacé inférieur. Les falaises des parties supérieures des flancs de la reculée sont composées de calcaires bioclastiques à niveaux marneux datant de l'Urgonien, qui présentent parfois des litages obliques. Les flancs inférieurs sont composés de calcaires argileux et de marnes datant de l'Hauterivien ; ces niveaux sont en partie recouverts par des éboulis stabilisés (en particulier sur le flanc occidental).
Le fait que les falaises du fond de la reculée ne soient pas traversées par un cours d'eau montre que la formation de la vallée s'est principalement faite par érosion karstique et n'a pas été provoquée par l'érosion due au ruissellement d'un cours en amont. Bien que la stratification des couches sédimentaires soit quasiment horizontale, la reculée ne perce pas un plateau, mais la très large voûte de l'anticlinal des Coulmes. Le débouché de la reculée est caractérisé par la présence de deux failles rapprochées ; la faille située en amont, d'orientation générale NE-SO, est une faille normale qui correspond au prolongement méridional de la faille de Presles, le bloc occidental est abaissé par rapport au bloc oriental. La faille aval correspond au chevauchement du col de Croix (situé à 6 km au sud-ouest) qui provoque un biseautage vers le bas des niveaux urgoniens du flanc ouest de l'anticlinal.

### Voies de communication

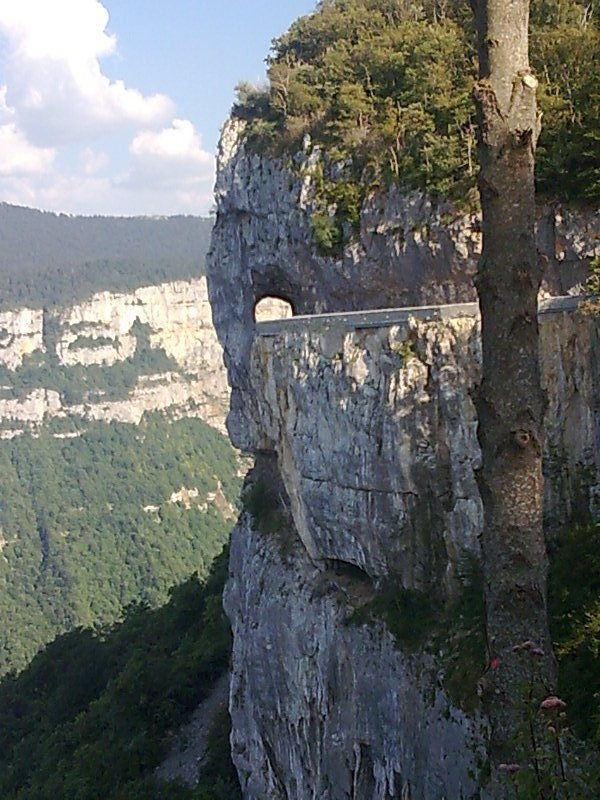
Vue sur la D 76 au sud du col Gaudissart.

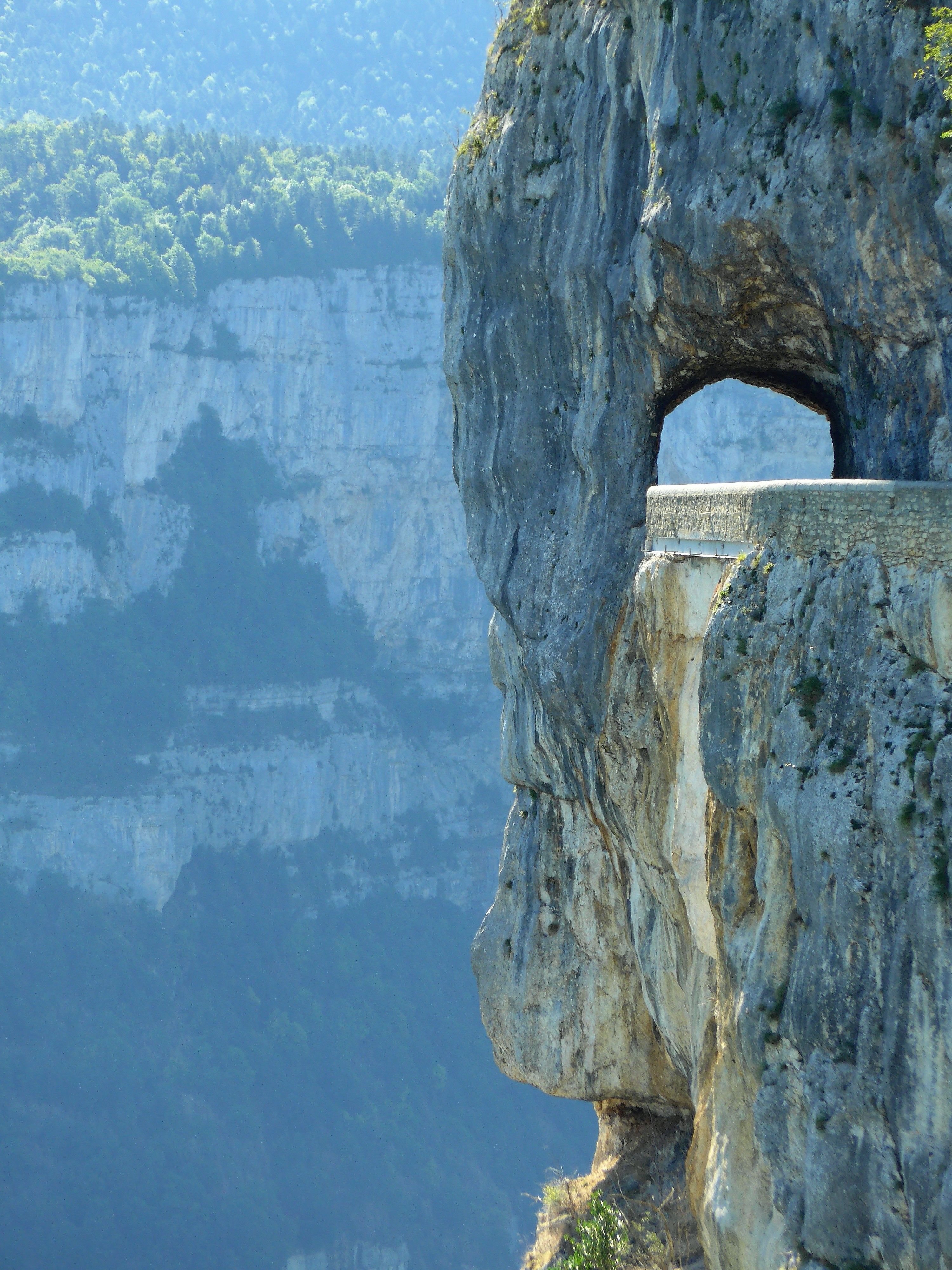
Même route, même vue de la combe Laval mais de plus près. Août 2017.

La combe Laval est desservie par une unique route, la D 239, qui remonte la reculée de Saint-Laurent-en-Royans au monastère orthodoxe Saint-Antoine-le-Grand. À l'est, la D. 2 longe la combe en passant au pied de la montagne de l'Arp pour rejoindre la D 76, provenant de Saint-Jean-en-Royans, qui longe la combe par l'ouest en passant à flanc de falaises. Cette dernière route fut construite en 1896 par l'administration forestière afin d'éviter les détours imposés par le passage de la montagne de l'Écharasson ; la route nouvellement construite correspond à la portion située entre le col Gaudissard et le hameau de Lente. Son tracé à flanc des falaises de la combe a rapidement fait d'elle l'une des routes les plus touristiques du Vercors. Elle fut la dernière d'une série de six routes bâties entre 1855 et 1896 dans le but de désenclaver la vallée du Royans.